# Aeroportul Benjamín Rivera Noriega
Aeroportul Benjamín Rivera Noriega (IATA: CPX, ICAO: TJCP, FAA LID: CPX) este un aeroport din Puerto Rico, Statele Unite ale Americii ce deservește zona Culebra⁠(d). Aeroportul a fost tranzitat în septembrie 2020 de 2.225 de pasageri.
Situat la o altitudine de 3 m, aeroportul dispune de 1 pistă.

## Infrastructură

### Piste
Aeroportul dispune de o singură pistă. Pista 13/31 are suprafața de Bitum și dimensiunile 2.600 picioare × 60 picioare. 